# I Love to Singa
«I Love to Singa» («Люблю я петь») — короткометражный мультипликационный комедийный фильм из серии «Merrie Melodies», выпущенный 18 июля 1936 года студией Леона Шлезингера по заказу компании Warner Bros. Режиссёр Фред Эвери, мультипликаторы: Чарльз Джонс, Вёрджил Росс, композитор Норманн Спенсер.
Считается одним из ранних шедевров Текса Эвери.

## Сюжет
В семье преподавателя музыки профессора Совы вылупляется четыре одарённых совёнка. Один из них обладает выдающимися вокальными данными, другой появляется на свет виртуозным скрипачом, третий чудесно играет на флейте. Главный герой ленты — четвёртый совёнок по имени Джолсон (Owl Jolson, аллюзия на джазового певца Эла Джолсона), хочет стать джазовым певцом, но родители, ярые противники джаза, требуют от него практики в классической музыке. Наконец, отчаявшись добиться толка от своего младшего сына, профессор Сова выгоняет Джолсона на улицу, заявив: «Вон из моего дома, джазовый певец, фальцетник, музыкантишка!»
Джолсон, оказавшись на вольных хлебах, принимает участие в конкурсе талантов на радиостанции «G-O-N-G» и производит сильное положительное впечатление на единственного члена жюри, кролика Джека (Jack Bunny, обыгрывается имя популярного радиоведущего/комика Джека Бенни и его «The Jack Benny Program»). Джек Банни вручает Джолсону первый приз, но уже после того как на студии появляется профессор Сова с женой и тремя другими детьми и ставит под угрозу успешное выступление сына. В финальной сцене фильма вся семья профессора пускается в пляс и подпевает Джолсону.

## Разное
- «I Love to Singa» одновременно является названием песни, написанной Гарольдом Арленом и И. Харбургом для фильма «The Singing Kid» (1936 г.) компании Warner Bros.
- Фильм был переиздан в серии «Blue Ribbon» в начале 1940-х.
- Сюжет картины является аллюзией, отсылающей зрителя к художественному фильму Певец джаза (1927 г.) «I Love to Singa» также был включён в специальное издание этого фильма на DVD.
- Фильм также включён на DVD со специальным изданием полнометражного мультипликационного фильма «Happy Feet».

## Культурное влияние
- В эпизоде «Картман и анальный зонд» сериала «Южный парк» персонажи Эрик Картман и офицер Барбрэди после атаки лучом пришельцев впадают в состояние, воспроизводящее манеры совёнка Джолсона из «I Love to Singa».
- В фильме 2003 года «Looney Tunes: Back in Action» сцена из «I Love to Singa» с танцующим Джолсоном воспроизводится на видеоэкране ACME Corp. Также совёнок Джолсон фигурирует на некоторых уровнях компьютерной игры Looney Tunes: Back in Action.
- В 17 эпизоде 2 сезона мультсериала Шоу Луни Тюнз (The Looney Tunes Show) «Грибблемания» Госсамер исполняет классическую песню «I Love to Singa» в новой обработке и со слегка видоизменённым текстом.